# Ammersee (gemeindefreies Gebiet)

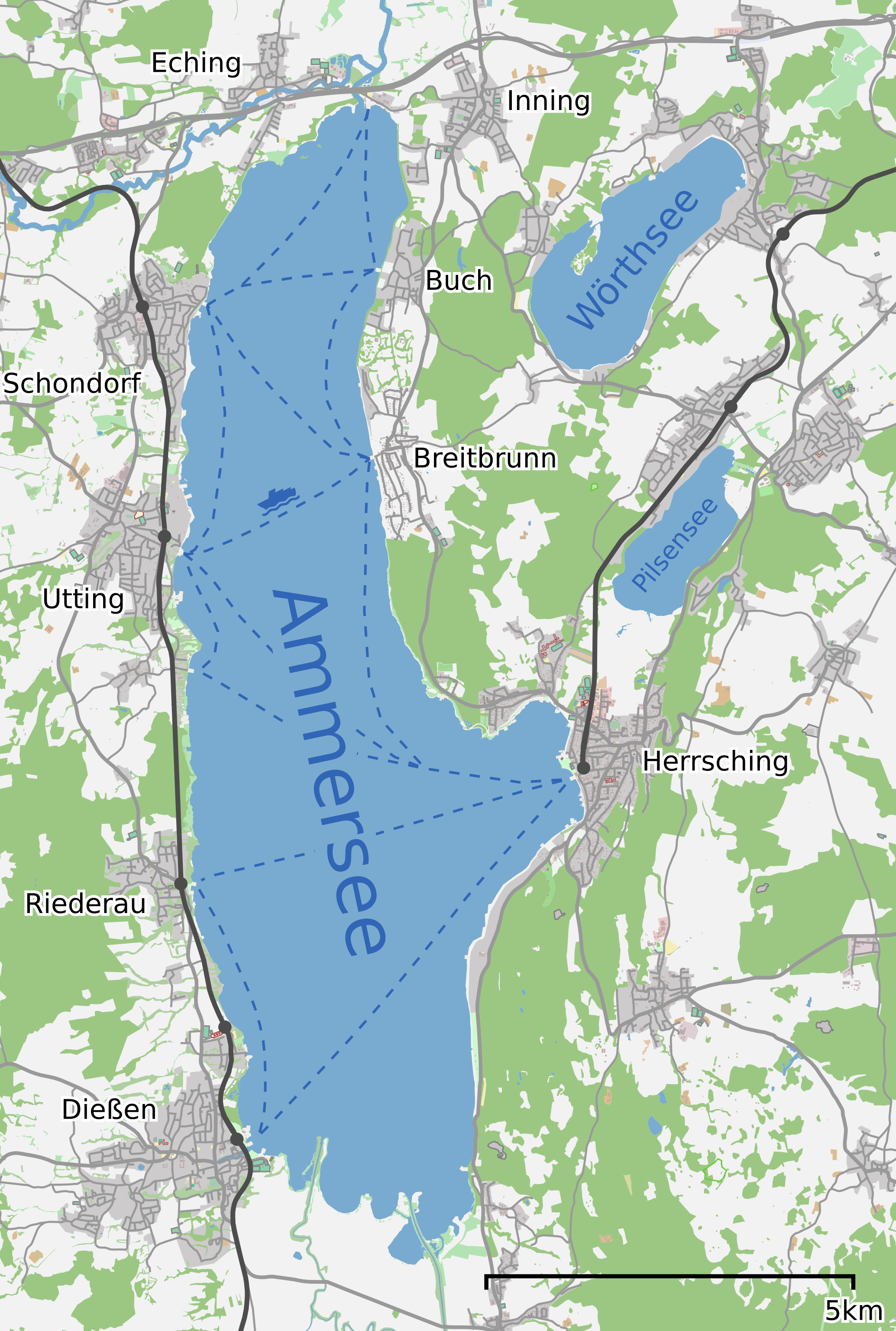
Lage des Ammersees

Ammersee ist ein gemeindefreies Gebiet im oberbayerischen Landkreis Landsberg am Lech und umfasst den Ammersee.

## Größe
Das 47,40 km² große Gebiet ist deckungsgleich mit dem Gemarkungsteil 0 der Gemarkung Dießen am Ammersee  und grenzt an zahlreiche Gemeinden der Landkreise Landsberg am Lech, Weilheim-Schongau und Starnberg.